# Štíhlice
Štíhlice település Csehországban, a Kelet-prágai járásban. Štíhlice Mukařov, Vyžlovka, Jevany, Kozojedy, Doubek és Doubravčice településekkel határos. Lakosainak száma 210 fő (2024. január 1.).

## Népesség
A település lakosságának változását az alábbi diagram mutatja:
| Lakosok száma | 275  | 279  | 265  | 172  | 158  | 164  | 169  | 186  | 257  | 210  |
|               | 1869 | 1900 | 1921 | 1961 | 1980 | 2011 | 2016 | 2019 | 2021 | 2024 |